# Billboard Hot Country Songs
Die Hot Country Songs des Billboard-Magazins gelten als wichtigste Single-Charts für das Genre Country-Musik. Die in den in die Ermittlung der Hitparade einbezogenen Schallplattenläden verkauften Singles werden über Nielsen Broadcast Data Systems automatisch erfasst. Die Registerkassen sind dabei über das Internet mit dem Zentralrechner verbunden. Seit 1998 ist es nicht mehr erforderlich, dass ein Song als Single veröffentlicht wird. Das Abspielen im Radio reicht für ein Einbeziehen in die Charts aus.
Die entsprechende Billboard-Hitparade für Country-Alben heißt Billboard Top Country Albums. Die vom Branchenmagazin R&R einmal pro Woche veröffentlichten Charts Country National Airplay sind die zweitwichtigste Hitparade für einzelne Country-Stücke.

## Geschichte
Der Begriff Country als Genre-Bezeichnung tauchte erstmals in den 1940er Jahren auf. Davor waren Begriffe wie Hillbilly, Folk Music oder einfach Old Time Music gebräuchlich. Entsprechend hat das Billboard-Magazin Listen unter wechselnden Bezeichnungen geführt, wobei 1913 erstmals der Verkauf von entsprechenden Notenblättern verzeichnet wurde, später dann die Popularität von Jukebox-Singles in der Most Played Folk Records Charts. Ab 1942 gab es für kurze Zeit die Western and Race Charts, wobei mit Race die Musik der Afroamerikaner gemeint war. Dieser Begriff wurde jedoch als rassistisch empfunden und schnell wieder aufgegeben.
Am 8. Januar 1944 veröffentlichte das Billboard-Magazin eine Liste der populärsten Country-Songs. Da zu diesem Zeitpunkt nur die am häufigsten in den Jukeboxes ausgewählten Stücke aufgelistet wurden, hieß die Liste zunächst Most Played Juke Box Folk Records. 1947 wurde das Folk durch Hillbilly ersetzt. Im Juni 1949 tauchte erstmals der Begriff Country & Western in der Bezeichnung Folk (Country & Western) Records in den drei Kategorien Best Selling Retail, Most Played Juke Box und Most Played By Folk Disk Jockeys auf.
Mit der Ausgabe vom 20. Oktober 1958 begann man schließlich, eine 30 Positionen umfassende Hitparade anhand einer Kombination von Plattenverkäufen und Radio-Airplay unter der Bezeichnung Hot C&W Sides zu veröffentlichen. Der Begriff wurde 1962 aufgegeben und durch Hot Country Singles ersetzt. 1990 wurde die Liste in Hot Country Singles & Tracks und 2005 in Hot Country Songs umbenannt.

## Ermittlung der Hitparade
Die in den einbezogenen Radiostationen gespielten Songs werden über RDS automatisch registriert. Seit Januar 2005 wird das Abspielen von Country-Songs im Radio nach Zuhörerzahl des Senders und Uhrzeit gewichtet. Ein Titel, der zum Beispiel bei einer kleinen Station um zwei Uhr nachts gespielt wird, erhält entsprechend weniger Punkte als ein Stück, das am frühen Abend von einem überregionalen Sender ausgestrahlt wird. Davor konnten finanzkräftige Schallplattenfirmen bei kleineren Sendern für wenig Geld nächtlichen Sendeplatz kaufen und dadurch ihre aktuellen Songs nach oben pushen. Aus den ermittelten Daten wird einmal wöchentlich die derzeit 50 Positionen umfassende Hitparade erstellt (Stand Dezember 2018).